# Rhynchapogonia
Rhynchapogonia är ett släkte av skalbaggar. Rhynchapogonia ingår i familjen Melolonthidae.
Kladogram enligt Catalogue of Life:
| Rhynchapogonia | \| \| Rhynchapogonia acuminata \| \| \| \| \| \| Rhynchapogonia minima \| \| \| \| |
|                | \| \| Rhynchapogonia acuminata \| \| \| \| \| \| Rhynchapogonia minima \| \| \| \| |
|                | Rhynchapogonia acuminata                                                           |
|                |                                                                                    |
|                | Rhynchapogonia minima                                                              |
|                |                                                                                    |